# Motor grafite-epóxi

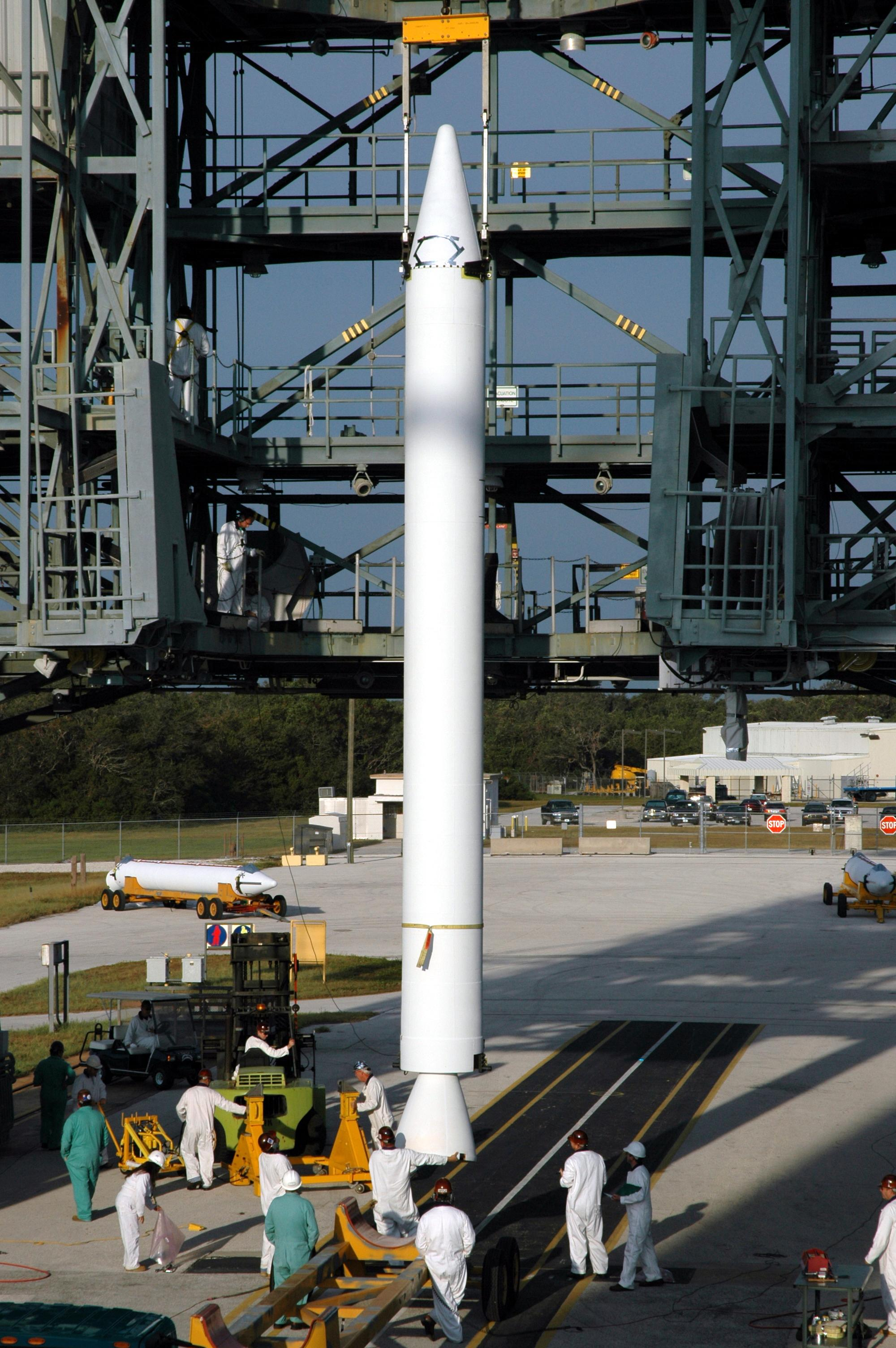
Um motor "GEM 40" sendo integrado a um foguete Delta II.

Um Motor grafite-epóxi (GEM - do inglês Graphite-Epoxy Motor) é um motor de foguete de alta performance, movido a combustível sólido, que pode ser usado como  um foguete individual, como estágio de um foguete ou ainda como foguete auxiliar.
O nome Graphite-Epoxy Motor, é usado para denominar especificamente os motores movidos a combustível sólido, fabricados pela Alliant Techsystems, apesar de existirem motores de construção semelhante fabricados por outros fornecedores, e usados em outros veículos.